# 雪乃すくらんぶる
『雪乃すくらんぶる』（ゆきのすくらんぶる）は、井原裕士の漫画作品である。

## 概要
学習研究社刊行「月刊コミックNORA」にて連載。作者の初連載であるスーパヒロインラブコメディ漫画。単行本全3巻。1993年7月号に読み切りの『雪乃エマージェンシー!』が掲載された後、1994年2月号から1995年9月号まで連載された。
また、1996年発売の増刊「ハイパーNORA」に後日談的番外編『ゆりかすくらんぶる』が掲載された。

## 単行本
- 雪乃すくらんぶる (1) ISBN 4056007233
- 雪乃すくらんぶる (2) ISBN 4056009791
- 雪乃すくらんぶる (3) ISBN 405601096X

番外編『ゆりかすくらんぶる』は現在のところ単行本未収録（但し、2002年12月に刊行された同人誌「雑記帳2002冬」に収録）。

## あらすじ
代々超人の家系に生まれた倉久雪乃は、腰を痛めた父に代わり持ち前の怪力を活かしてスーパーヒロインとしてデビューする。変装し、白雪仮面と名乗って人助けを始めた雪乃だったが、まだ高校生の彼女が身体の線もあらわな衣装で活躍する様が報道されたちまちアイドル顔負けの追っかけやファンクラブが組織される。いっぽう、素顔の雪乃を見初めた広崎巽は雪乃に交際を申し込むが、「誰ともつきあえない」と拒絶される。あきらめきれない巽が雪乃を追いかけ回しているうちに偶然雪乃が白雪仮面であることを知ってしまう。

## 登場人物
倉久 雪乃（くらひさ ゆきの）／白雪仮面（しらゆきかめん）
主人公の女子高生。代々超人という倉久家に生まれ、並外れた怪力を授かる。父が行なっていたスーパーヒーローの代替わりをし、高校生ながらもスーパーヒロイン「白雪仮面」として犯罪の撲滅、人命救助に奔走する。普段は眼鏡をかけ長めの髪をお下げに結っている少女。通っている静丘高校では美術部に所属し、体育ではできるだけ平凡を装い目立たない少女を心がけている。正義の味方として人を助ける使命を真摯に受け止めており、自分のことよりもそちらを優先する傾向にある。幼少時、父の出動の際に強盗の人質にされ、脇腹をナイフで刺された傷が残っている。その傷がトラウマになっており、泳げない、悪夢を見る、など根は繊細な少女である。報道機関に勤める父からのポケベルコールで出動する。
変身（と言っても着替えるだけ）後は白雪仮面となる。名前はその場のノリでつけた。顔を隠すゴーグルと、全身レオタードのようなスーツだが、基本的にはハンドメイドでありコスプレの域を出ない。生まれ持った怪力のみが能力であり、薬や煙などには常人並みの反応を示す。胴部は白地にピンクをあしらい、肩や腕などの生地の境にシルバーを配して二の腕や太ももには黒いアンダーウェアがそのまま見えているデザインである（3話以降多少デザインが変更されている）。
なお、もともと読み切り作品では空を飛べたが、後の連載では怪力を活かした跳躍となっており連載後の設定とは多少齟齬がある。
広崎 巽（ひろさき たつみ）
雪乃と同じ静丘高校に通う男子高校生。雪乃とはクラスが異なる。文化祭の2クラス合同演劇で雪乃と一緒に大道具係をしたことから雪乃を見初め、交際を申し込む。雪乃には断られるも、あきらめきれずに雪乃を追っかけている間に、雪乃が白雪仮面だと知ってしまう。スーパーヒロインとしての雪乃をフォローしながら、交際を続ける。母を交通事故で亡くしており実家は合気道の道場を営んでいる。雪乃（白雪仮面）のフォローのために合気道を始め、バイトをし、バイクを手に入れた。周囲には怒りんぼとして認知されている。
倉久 健人（くらひさ けんと）
雪乃の父。超人としてご町内の平和を守っていたがぎっくり腰であえなく引退。雪乃にバトンタッチする。雪乃を溺愛しているが、かつて常人離れをした力を持ちながらも雪乃を強盗に人質にされ傷つけられたうえに、一般人のフォローでしか救えなかったことを深く悔やんでいる。現在はとある報道機関に属し、雪乃に出動のコールを送っている。巽の存在が気に入らないため雪乃との交際やデートにさまざまな妨害を行なう。
広崎 寅申（ひろさき とらのぶ）
巽の父。合気道の道場主。雪乃が人質にとられた事件の際に居合わせ、つぶてにより雪乃救出のきっかけをつくった。妻を交通事故で亡くし、娘と息子を育てた。
広崎 庚（ひろさき かのえ）
巽の姉。実家の道場で師範代クラスの腕前。母の死後は一家の母代わりとして家事全般を行なった。長髪の美女だが性格はあけすけで恋愛に興味がない。偶然見かけた雪乃の怪力から彼女の正体を知る。
広崎 ひのえ（ひろさき ひのえ）
巽の母。きっぷのいい姉御肌の女性だったが、見ず知らずの子供を助けて車に轢かれて死亡する。
鷹群（たかむれ）
二子二子製薬の開発担当者。倉久家の隣に住む妻と息子を持つナイスミドル。白雪仮面の運動能力を見て、その運動能力の秘密を解明することが人類のためになると考え、純粋に公益的精神から白雪仮面の捕獲を企画する。常識人であるが、病弱な妻や病に苦しむ人のためにも体質的に優れる白雪仮面の研究をなんとしてでも行なおうとする研究者。二子二子製薬でも良識派として知られている。
中条（なかじょう）
白雪仮面ファンクラブの一員。健全なオタクで、眼鏡男子。巽の同級生。
小平（こだいら）
白雪仮面ファンクラブの一員。小柄で口が軽い。巽の同級生。
桐生院ゆりか（きりゅういん - ）
静丘高校で有名なわがままで高飛車なお嬢様。美人でスタイルも良いが、友人が少なく惚れっぽい。当初は巽に懸想していたが、後に中条に鞍替えする。番外編『ゆりかすくらんぶる』の主人公。
鵜飼（うかい）
鷹群の助手。白雪担当班。白雪仮面のお尻にしかれたことでファンとなり追っかけに加わるが、後に庚にほれて広崎道場の門下生となる。
鷲尾 勇（わしお いさむ）
二子二子製薬のプロパー。白雪仮面をCMに使おうという企画のために選抜された白雪担当班の一人。白雪ファン。少し女たらしな部分がある。筋力増強剤を飲んでまで白雪仮面捕獲をしようとした。
鴨村（かもむら）
二子二子製薬のOL。鷲尾のたらしテクニックのせいで彼に好意をもった天然ドジっ子系の女性。誤解から筋力増強剤を飲んで、さながら黒雪仮面ともいうべき黒ずくめのボディコン衣装で白雪仮面と戦った。その後鷲尾と交際したらしい。
雁谷 渡（かりや わたる）

鶴賀 雄一（つるが ゆういち）
二子二子製薬本社の応援。白雪担当班。

## キーワード
静丘高校（しずおかこうこう）
雪乃や巽などが通う高校。
二子二子製薬（にこにこせいやく）
地方のスーパーヒロインである白雪仮面をCMキャラクターに使おうと画策した。